# Văn học Thổ Nhĩ Kỳ

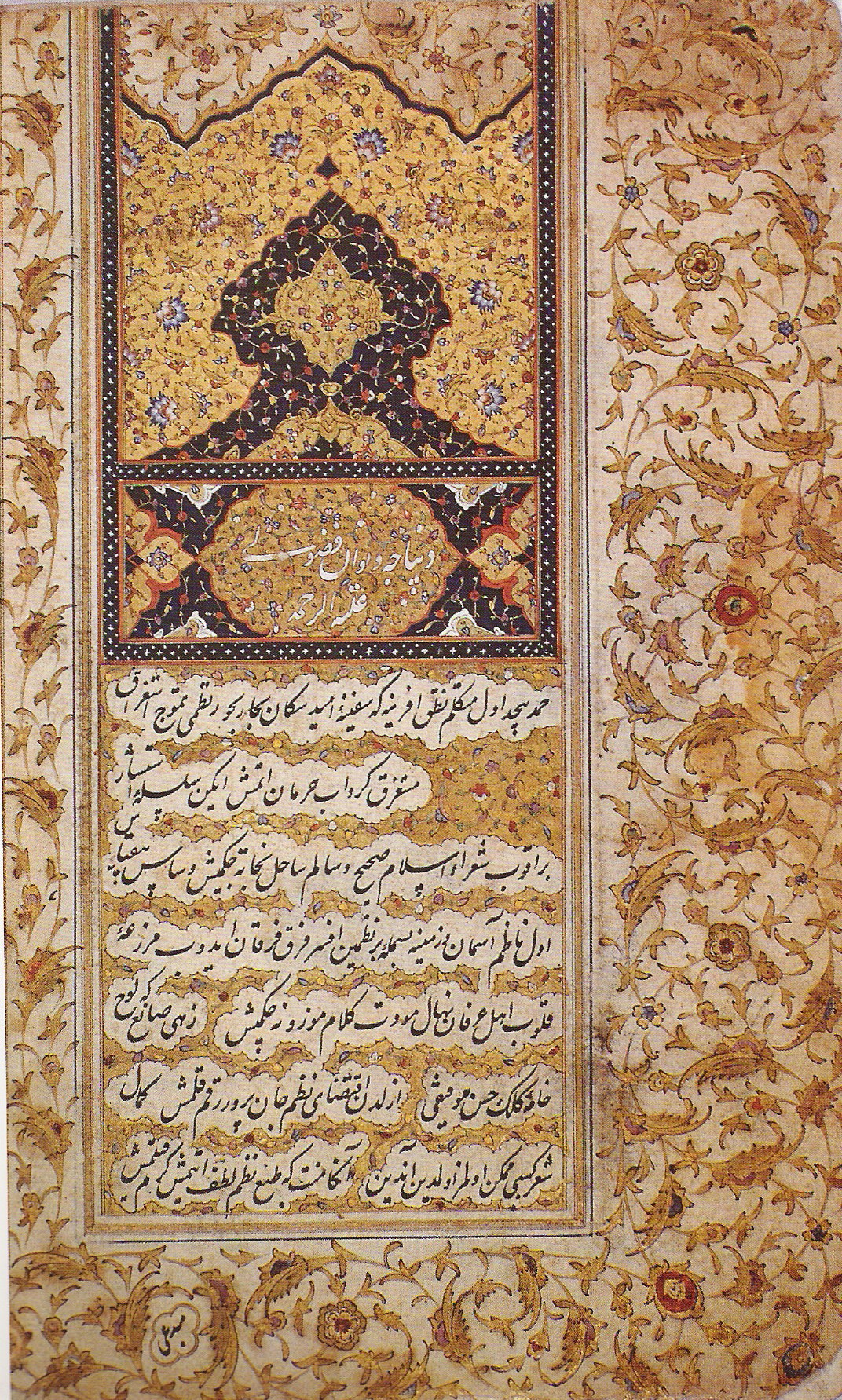

Văn học Thổ Nhĩ Kỳ (tiếng Thổ Nhĩ Kỳ: Türk edebiyatı hoặc Türk yazını) bao gồm văn học truyền miệng và văn học viết bằng tiếng Thổ Nhĩ Kỳ, có thể là bằng tiếng Thổ Nhĩ Kỳ thời kỳ Ottoman hay là bằng các dạng tiếng Thổ ít phổ biến hơn ví dụ như tiếng Thổ được dùng ở Thổ Nhĩ Kỳ hiện nay. Tiếng Thổ thời kỳ Ottoman, vốn là nền tảng cho hầu hết các tuyển tập văn viết, chịu ảnh hưởng bởi ngôn ngữ Ba Tư và Ả Rập và sử dụng một biến thể của văn tự Ba Tư dựa trên bảng chữ cái Ả Rập.
Văn học Thổ Nhĩ Kỳ đã trải qua lịch sử gần 1500 năm. Văn bản xưa nhất viết bằng tiếng Thổ sử dụng văn tự Orkhon được tìm thấy tại thung lũng Orkhon ở miền trung Mông Cổ và có niên đại vào thế kỷ thứ 8. Sau thời gian này, vào giữa thế kỷ 9 và 11, các sử thi truyền miệng nở rộ trong các nhóm người du mục Thổ ở Trung Á, ví dụ như "Cuốn sách của Dede Korkut" của nhóm người Thổ Tây Nam (người Thổ Oghuz)- là tổ tiên của người Thổ Nhĩ Kỳ ngày nay, và các sử thi Manas của người Kyrgyz.
Sau chiến thắng của người Seljuk tại trận chiến Manzikert vào cuối thế kỷ 11, người Thổ Oghuz bắt đầu cư ngụ ở Anatolia, và văn học viết bắt đầu nở rộ với nhiều chủ đề, thể loại và phong các ảnh hưởng từ văn học Ả Rập và Ba Tư cùng với truyền thống văn học truyền miệng đã có từ trước Turks. Trong hơn 900 năm sau, cho đến ngay trước sự sụp đổ của đế chế Ottoman năm 1922, văn học truyền khẩu và văn học viết nhìn chung vẫn là hai bộ phận tách rời. Sau khi nước Cộng hòa Thổ Nhĩ Kỳ được thành lập năm 1923, hai bộ phận này lần đầu tiên được kết nối với nhau.

## Hai truyền thống của văn chương Thổ Nhĩ Kỳ
Suốt lịch sử của mình, văn học Thổ Nhĩ Kỳ được chia tách thành hai dòng rõ rệt, không dòng nào ảnh hưởng đến dòng nào cho đến thế kỷ 19. Một là dòng văn học dân gian, còn dòng kia là văn học viết.
Trong hầu hết chặng đường lịch sử của văn học Thổ, điểm khác biệt đáng kể nhất giữa văn học dân gian và văn học viết là ở các loại hình ngôn từ được sử dụng. Văn học dân gian phần lớn là truyền khẩu và nằm ngoài ảnh hưởng của văn học Ba Tư và Ả Rập. Các thể thơ dân gian- là thể loại phổ biến nhất.

## Tác phẩm hư cấu nổi tiếng: 1860-nay
- 1860 Şair Evlenmesi Şinasi
- 1873 Vatan Yahut Silistre Namık Kemal
- 1900 Aşk-ı Memnu Halit Ziya Uşaklıgil
- 1919 Memleket Hikayeleri				Refik Halit Karay
- 1922 Çalıkuşu Reşat Nuri Güntekin
- 1930 Dokuzuncu Hariciye Koğuşu			Peyami Safa
- 1932 Yaban Yakup Kadri Karaosmanoğlu
- 1936 Sinekli Bakkal Halide Edip Adıvar
- 1938 Üç İstanbul			Mithat Cemal Kuntay
- 1941 Fahim Bey ve Biz			Abdülhak Şinasi Hisar
- 1943 Yeni Dünya Sabahattin Ali
- 1944 Aganta Burina Burinata Halikarnas Balıkçısı
- 1949 Huzur Ahmet Hamdi Tanpınar
- 1952 Dost			Vüs'at O. Bener
- 1954 Alemdağda Var Bir Yılan Sait Faik Abasıyanık
- 1954 Bereketli Topraklar Üzerinde Orhan Kemal
- 1955 İnce Memet Yaşar Kemal
- 1956 Esir Şehrin İnsanları Kemal Tahir
- 1959 Yılanların Öcü			Fakir Baykurt
- 1959 Aylak Adam Yusuf Atılgan
- 1960 Ortadirek Yaşar Kemal
- 1962 Saatleri Ayarlama Enstitüsü Ahmet Hamdi Tanpınar
- 1964 Küçük Ağa			Tarık Buğra
- 1966 Memleketimden İnsan Manzaraları Nazım Hikmet
- 1971 Tutunamayanlar Oğuz Atay
- 1973 Parasız Yatılı Füruzan
- 1973 Anayurt Oteli Yusuf Atılgan
- 1979 Bir Düğün Gecesi Adalet Ağaoğlu
- 1982 Cevdet Bey ve Oğulları Orhan Pamuk
- 1983 Sevgili Arsız Ölüm Latife Tekin
- 1985 Gece		Bilge Karasu
- 1990 Kara Kitap Orhan Pamuk
- 1995 Puslu Kıtalar Atlası İhsan Oktay Anar
- 1998 Benim Adım Kırmızı Orhan Pamuk
- 2002 Tol		Murat Uyurkulak
- 2005 Uykuların Doğusu Hasan Ali Toptaş

### Tiếng Anh
- Charles Wells (1891). The Literature of the Turks. B. Quaritch. tr. 272. Truy cập ngày 5 tháng 7 năm 2011.
- Sir James William Redhouse (1879). On the history, system, and varieties of Turkish poetry: Illustrated by selections in the original, and in English paraphrase, with a notice of the Islamic doctrine of the immortality of woman's soul in the future state . Oxford University: Trübner and co. tr. 61. Truy cập ngày 5 tháng 7 năm 2011.
- Elias John Wilkinson Gibb (1900). Edward Granville Browne (biên tập). A history of Ottoman poetry, Volume 1. the University of Michigan: Luzac. Truy cập ngày 5 tháng 7 năm 2011.
- Elias John Wilkinson Gibb, biên tập (1882). Ottoman poems: translated into English verse in the original forms, with introduction, biographical notices, and notes. Harvard University: Trübner & co. tr. 272. Truy cập ngày 5 tháng 7 năm 2011.
- Elias John Wilkinson Gibb, biên tập (1901). Ottoman literature: the poets and poetry of Turkey. Harvard University: M. W. Dunne. tr. 351. Truy cập ngày 5 tháng 7 năm 2011.
- Epiphanius Wilson, biên tập (1901). Turkish literature: comprising fables, belles-lettres, and sacred traditions. Quyển 10 of Literature of the Orient . Harvard University: Colonial Press. tr. 462. Truy cập ngày 5 tháng 7 năm 2011.
- Ottoman Text Archive Project - University of Washington A diverse collection of selected Ottoman texts, tools for working with digitized texts, and various projects for the dissemination of Ottoman texts.
- Contemporary Turkish Literature Lưu trữ ngày 3 tháng 2 năm 2007 tại Wayback Machine An excellent and well-translated selection of contemporary Turkish literature hosted by Bog(aziçi University in Istanbul
- Encyclopedia of Turkish Authors A very comprehensive encyclopedia from the Turkish Ministry of Culture and Tourism
- Selected Literatures and Authors Page: Turkish Literature Lưu trữ ngày 29 tháng 8 năm 2006 tại Wayback Machine A website with a number of Turkish literature-related links
- The Online Bibliography of Ottoman-Turkish Literature A bi-lingual site presenting in English (see In Turkish section below) a user-submissable database of references to theses, books, articles, papers and research-projects
- Turkish Cultural Foundation A website with a great deal of information on a number of Turkish authors and literary genres
- Turkish Poetry in Translation A website with a good selection of both contemporary and somewhat older Turkish poems
- Turkishpoetry.net Lưu trữ ngày 19 tháng 8 năm 2019 tại Wayback Machine Contemporary Turkish poetry web site

### Tiếng Thổ Nhĩ Kỳ
- ATON, the Uysal-Walker Archive of Turkish Oral Narrative A searchable archive of oral literature based at Texas Tech University containing links to numerous MP3 files.
- Divan Edebiyat? Lưu trữ ngày 9 tháng 11 năm 2006 tại Wayback Machine A website with many examples of Ottoman Divan poetry
- Osmanlı Edebiyatı Çalışmaları Bibliyografyası Veritabanı A bi-lingual site presenting (in Turkish, see above) a user-submissable database of references to theses, books, articles, papers and research-projects